# Ichneutica toroneura
Ichneutica toroneura là một loài bướm đêm trong họ Noctuidae. Chúng là loài đặc hữu của New Zealand.